# كويفاراس
كويفاراس بلدية في ولاية بياوي في المنطقة الشمالية الشرقية من البرازيل.